# لنینگرادسکی
لنینگرادسکی متالیشِسکی زاوود (روسی: Ленинградский Металлический Завод) شرکت مهندسی برق روسی است، که در سال ۱۸۵۷ میلادی تأسیس شد و با نام مخفف LMZ نیز شناخته می‌شود. این شرکت در زمینه طراحی، تولید، تعمیر و نگهداری موتورهای الکتریکی، شیرآلات، ژنراتورهای نیروگاهی، بویلرها، توربین‌های بخار، آبی و گازی با ظرفیت‌های مختلف فعالیت می‌کند. شرکت سیلوویه ماشینی مالکیت اکثریت سهام لنینگرادسکی را در اختیار دارد. دفتر مرکزی این شرکت در شهر سنت پترزبورگ مستقر می‌باشد.